# 卡姆揚卡 (伊茲梅爾區)
45°33′55″N 28°52′52″E / 45.56528°N 28.88111°E

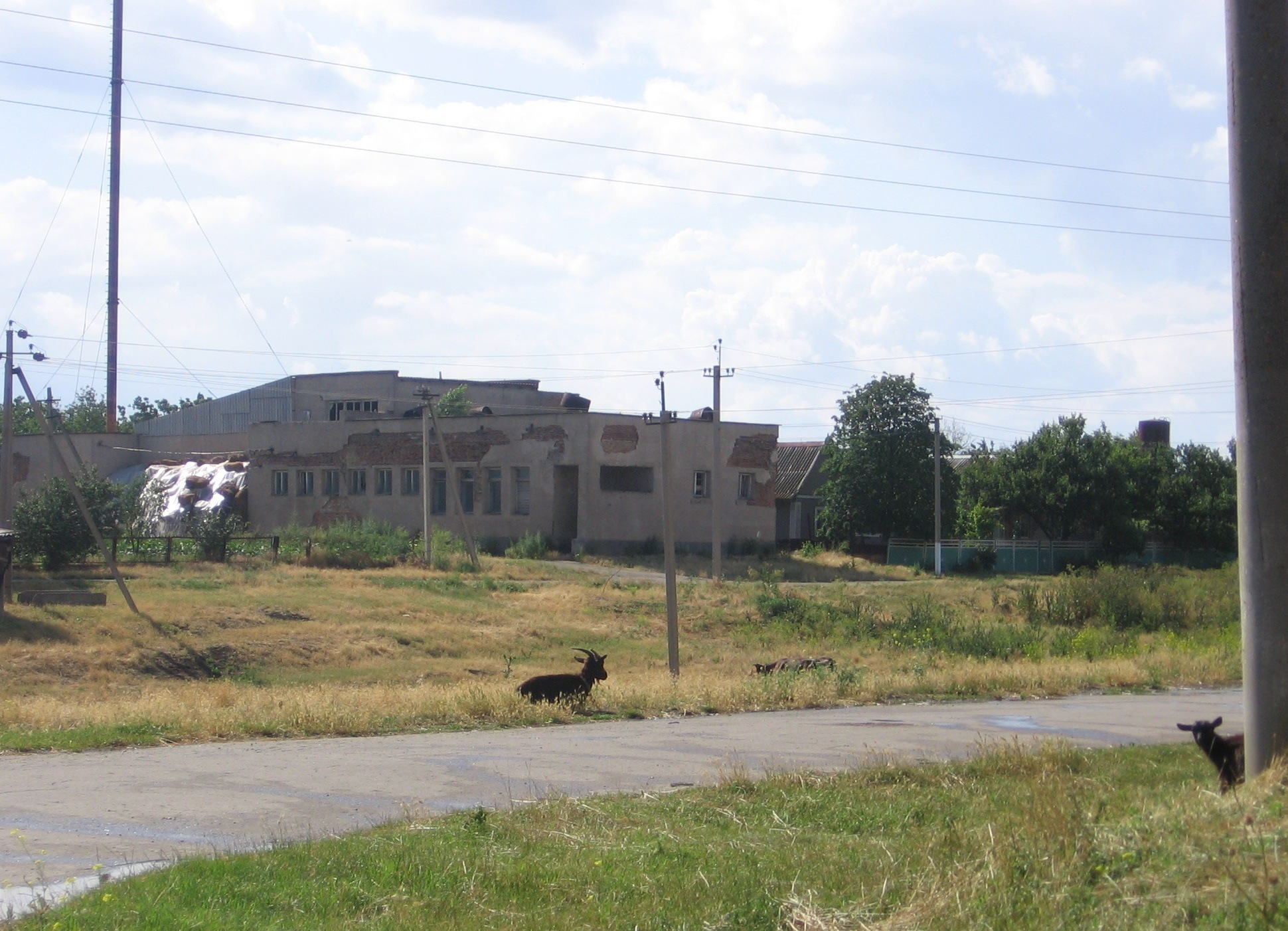

卡姆揚卡（羅馬化：Kamianka）是位於烏克蘭西南部的村莊，由敖德萨州伊茲梅爾區的薩夫亞內市鎮負責管轄。該村始建於1811年，面積3.73平方公里，海拔高度23米，2001年人口3,478，人口密度每平方公里932.44人。